# Simulium impar
Simulium impar es una especie de insecto del género Simulium, familia Simuliidae, orden Diptera.
Fue descrita científicamente por Davies, Peterson & Wood, 1962.